# انتگرال دوهامل
در تئوری ارتعاشات، انتگرال دوهامل محاسبه پاسخ سیستم‌های خطی و سازه‌ها با زمان دلخواه می‌باشد

### پیش زمینه
پاسخ خطی با viscously damped یک سیستم یک درجه آزادی (SDOF) سیستم به زمان‌های مختلف مکانیکی تحریک (t)p است که با پیروی مرتبه دوم معادله دیفرانسیل معمولی نتیجه زیر حاصل می‌شود
{\displaystyle m{\frac {{{d}^{2}}x(t)}{d{{t}^{2}}}}+c{\frac {dx(t)}{dt}}+kx(t)=p(t)}
که در آن جرم به صورت معادل می‌باشد و x نیز مخفف دامنه ارتعاش، t زمان، c ضریب میرایی و k نیز سختی سیستم است.
اگر یک سیستم در ابتدا در حالت تعادل باشد و موقعیت از آن جایی که پس از اعمال یک ضربه واحد به عنوان مثال در t=۰ به عنوان p(t) در معادله بالا اعمال شود حاصل یک تابع  دلتای دیراک {\textstyle x(0)=dx/dt=0}  سپس با حل معادله دیفرانسیل یک راه حل شناخته شده به عنوان تابع پاسخ ضربه واحد به ما می‌دهد{\displaystyle h(t)=\{_{0,t<0}^{{\frac {1}{m{{\omega }_{d}}}}\exp(-\zeta {{\omega }_{d}}t),t>0}}
که در آن {\displaystyle \zeta ={\frac {c}{2{\sqrt {km}}}}} به نام نسبت میرایی سیستم {\displaystyle {{\omega }_{n}}={\sqrt {\frac {k}{m}}}} طبیعی فرکانس زاویه ای از undamped سیستم (زمانی که c=۰) و {\displaystyle {{\omega }_{d}}={{\omega }_{n}}{\sqrt {1-{{\zeta }^{2}}}}} این فرکانس زاویه ای که اثر نوسانات به حساب گرفته شده است (زمانی که {\displaystyle c\neq 0}). اگر ضربه اتفاق می‌افتد در {\displaystyle t=\tau }
که به جای t=۰ یعنی دلتا  {\displaystyle p(t)=\delta (t-\tau )}  و طیف پاسخ ضربه نیز:
{\displaystyle h(t-\tau )={\frac {1}{m{\omega _{d}}}}\exp(-\zeta {\omega _{n}}(t-\tau ))*\sin[{\omega _{d}}(t-\tau )]}

### نتیجه‌گیری
در مورد تحریک (t)p به عنوان اصل برنهی (superposition) به نتیجه زیر می‌رسد:
{\displaystyle p(t)\approx \sum \limits _{\tau <t}{p(\tau )\Delta \tau .\delta (t-\tau )}}
سپس معلوم است که از سیستم خطی است که پاسخ کلی را می‌توان به صورت ترکیبی از یک سری از ضربه‌ها نوشت
{\displaystyle x(t)\approx \sum \limits _{\tau <t}{p(\tau )\Delta \tau .h(t-\tau )}}
زمانی که {\displaystyle \Delta \tau \rightarrow 0} به جای جمع زدن باید انتگرال‌گیری انجام شود پس
{\displaystyle x(t)=\int _{0}^{t}{p(\tau )h(t-\tau )\ d\tau }}
با جایگزین {\displaystyle h(t-\tau )} ، معادله انتگرال دوهامل نتیجه می‌دهد
{\displaystyle x(t)={\frac {1}{m{\omega _{d}}}}\int \limits _{0}^{t}{p(\tau ).\exp((-\zeta }{\omega _{n}}(t-\tau )).\sin[{\omega _{d}}(t-\tau )]}

## اثبات ریاضی
معادله تعادل دینامیکی SDOF در حالت سیستم بدون بارگزاری می‌باشد
{\displaystyle {\frac {{{d}^{2}}x(t)}{d{{t}^{2}}}}+{\bar {c}}{\frac {dx(t)}{dt}}+{\bar {k}}x(t)=0} که در آن پارامترهای {\displaystyle {\bar {c}}={\frac {c}{m}}}  و {\displaystyle {\bar {k}}={\frac {k}{m}}}  می‌باشد
که در نهایت حل معادله به صورت زیر بیان می‌شود
{\displaystyle {x_{h}}(t)=C{}_{1}.\exp((-{\frac {1}{2}}({\widetilde {c}}+{\sqrt {{{\widetilde {c}}^{-2}}-4*{\widetilde {k}}}})t)+C{}_{2}.\exp((-{\frac {1}{2}}(-{\widetilde {c}}+{\sqrt {{{\widetilde {c}}^{-2}}-4*{\widetilde {k}}}})t)}
و با جایگزینی
{\displaystyle A={\frac {1}{2}}({\widetilde {c}}+{\sqrt {{{\widetilde {c}}^{-2}}-4*{\widetilde {k}}}}}
{\displaystyle B={\frac {1}{2}}({\widetilde {c}}+{\sqrt {{{\widetilde {c}}^{-2}}+4*{\widetilde {k}}}},}
{\displaystyle P={\sqrt {{{\widetilde {c}}^{-2}}-4*{\widetilde {k}}}}}
{\displaystyle P=B-A}
منجر به:
{\displaystyle {{x}_{h}}(t)=C{}_{1}.\exp(-B.t)+C{}_{2}.\exp(-A.t)}
یک راه حل جزئی از غیرهمگن معادله {\displaystyle {\frac {{{d}^{2}}x(t)}{d{{t}^{2}}}}+{\bar {c}}{\frac {dx(t)}{dt}}+{\bar {k}}x(t)={\bar {p}}(t)}  که در آن{\displaystyle {\bar {p}}(t)={\frac {p(t)}{m}}}  می‌تواند توسط روش لاگرانژی برای حل جزئی معادلات دیفرانسیل ناهمگن به دست آید.
راه حل به صورت
{\displaystyle {{x}_{p}}(t)={\frac {\int {{\widetilde {P}}(t).\exp(A.t)dt.\exp(-A.t)-\int {{\widetilde {P}}(t).\exp(B.t)dt.\exp(-B.t)}}}{P}}}
با جایگزاری {\displaystyle \int {{\widetilde {P}}(t).\exp(A.t)dt{{|}_{t=z}}}={{Q}_{z}}} و{\displaystyle \int {{\widetilde {P}}(t).\exp(B.t)dt{{|}_{t=z}}}={{R}_{z}}}  که در آن انتگرال {\displaystyle \int {x(t)dt{{|}_{t=z}}}} است از {\displaystyle x(t)} در زمان t=z می‌باشد
{\displaystyle {{x}_{p}}(t)={\frac {{{Q}_{t}}.\exp(-A.t)-{{R}_{t}}.\exp(-B.t)}{P}}}
در نهایت معادله غیرهمگن به صورت:
{\displaystyle x(t)={{x}_{h}}(t)+{{x}_{p}}(t)=C{}_{1}.\exp(-B.t)+C{}_{2}.\exp(-A.t)+{\frac {{{Q}_{t}}.\exp(-A.t)-{{R}_{t}}.\exp(-B.t)}{P}}}
سپس با مشتق‌گیری نسبت به زمان به عبارت زیر می‌رسد:
{\displaystyle {\frac {dx}{dt}}=-A.C{}_{2}.\exp(-A.t)-B.C{}_{2}.\exp(-A.t)+{\frac {1}{P}}.[-A.{{\dot {Q}}_{t}}.\exp(-A.t)-A{{Q}_{t}}.\exp(-A.t)-{{\dot {R}}_{t}}\exp(-B.t)+B{{R}_{t}}.\exp(-B.t)]}
که در آن  {\displaystyle {\dot {Q}}_{t}=p(t).\exp(At)} و {\displaystyle {\dot {R}}_{t}=p(t).\exp(Bt)}  به منظور پیدا کردن پارامترهای {\displaystyle C_{1},C_{2}} شرایط اولیه را اعمال می‌شود.
{\displaystyle C{}_{1}+C{}_{2}={\frac {{{R}_{0}}-{{Q}_{0}}}{P}}\Rightarrow x(t){{|}_{t=0}}=0}
{\displaystyle C{}_{1}+C{}_{2}+{\frac {-{{R}_{0}}.1+{{Q}_{0}}.1}{P}}=0}
{\displaystyle {\frac {dx}{dt}}{{|}_{t=0}}=0:-A.C{}_{2}-B.C{}_{1}+{\frac {1}{P}}.[-A.{{Q}_{0}}+B.{{R}_{0}}]=0}
{\displaystyle [A.C{}_{2}+B.C{}_{1}={\frac {1}{P}}.[-A.{{Q}_{0}}+B.{{R}_{0}}]}
در حال حاضر ترکیب هر دو شرط اولیه سیستم معادلات را می‌دهد:
{\displaystyle C{}_{1}+C{}_{2}={\frac {{{R}_{0}}-{{Q}_{0}}}{P}}}
{\displaystyle [A.C{}_{2}+B.C{}_{1}={\frac {1}{P}}.[-A.{{Q}_{0}}+B.{{R}_{0}}]}
{\displaystyle C{}_{1}={\frac {{R}_{0}}{P}}} و {\displaystyle C{}_{2}={\frac {-{{Q}_{0}}}{P}}}
با جایگزاری {\displaystyle C_{1},C_{2}} در معادلات بالا مقدار x(t) به دست می‌آید.
{\displaystyle x(t)={\frac {{{Q}_{t}}-{{Q}_{0}}}{P}}.\exp(-A.t)-{\frac {{{R}_{t}}-{{R}_{0}}}{P}}.\exp(-B.t)}
با قرار دادن {\displaystyle {{R}_{t}}-{{R}_{0}}} و{\displaystyle {{Q}_{t}}-{{Q}_{0}}}  (تفاوت شکل‌های هندسی دز زمان صفر و t) با انتگرال معین توسط متغیر {\displaystyle \tau } به معادله زیر دست پیدا می‌کند.
{\displaystyle x(t)={\frac {1}{P}}[\int _{0}^{t}{{\dot {p}}(\tau ).\exp(A\tau )d\tau .}\exp(A\tau )-\int _{0}^{t}{{\dot {p}}(\tau ).\exp(B\tau )d\tau .}\exp(B\tau )}
در آخر با جایگزین ،{\displaystyle k={{\omega }^{2}}m} ، {\displaystyle c=2\zeta \omega m} ، بر این اساس {\displaystyle {\overline {k}}={{\omega }^{2}}} ، {\displaystyle {\overline {c}}=2\zeta \omega }  که در آن {\displaystyle \zeta <1}  :
{\displaystyle A=\zeta \omega -{{\omega }_{d}}i} , {\displaystyle B=\zeta \omega +{{\omega }_{d}}i} , {\displaystyle P=2{{\omega }_{d}}i} , در جایی که {\displaystyle {\omega _{d}}=\omega .{\sqrt {1-{\zeta ^{2}}}}} است.
جایگزین این عبارت در راه حل کلی، با قرار دادن شرایط اولیه و با استفاده از فرمول اویلر برای توابع نمایی منجر به ضوابط کلی و اصلی دوهامل (duhamel  )  می‌شود
{\displaystyle x(t)={\frac {1}{{\omega }_{d}}}[\int _{0}^{t}{{\dot {p}}(\tau ).\exp(-\zeta \omega (t-\tau )).\sin[{{\omega }_{d}}(t-\tau )]d\tau .}}